# Çorovodë
Çorovodë (eller Çorovoda) er en by i det sydlige Albanien, og har ca. 4.051(2011) indbyggere. Byen ligger i præfekturet Berat og vartidligere  hovedstad i distriktet Skrapar.